# Litosinis
Els litosinis (Lithosiini) són una tribu de lepidòpters ditrisis de la família dels erèbids (Erebidae), subfamília Arctiinae.

## Sistemàtica
La tribu Lithosiini es va tractar prèviament com un tàxon de nivell superior, la subfamília Lithosiinae, dins de la família Arctiidae.
Els rangs de la família i les seves subdivisions es van reduir en una recent reclassificació, mantenint el contingut de la família i les seves subdivisions en gran part sense canvis. Aquests canvis en el rang han comportat canvis en els sufixos dels noms. La família Arctiidae en el seu conjunt es va reclassificar com la subfamília Arctiinae dins de la família Erebidae.
La subfamília original Lithosiinae es va reduir a la condició de tribu amb el nom de Lithosiini, i les seves tribus originals es van reduir a l'estat de subtribus canviant el sufix -ini a -ina (per exemple, Acsalini es va convertir en Acsalina).
Així, el nom actual "Lithosiini" que abans era usat per referir-se només a un subgrup de tot el grup (Lithosiinae), ara es refereix a tot el grup.
La sistemàtica de la tribu Lithosiini necessita ser revisada.
Per exemple, les subtribus proposades Afridina, Cisthenina, Endrosina i Eudesmina requereixen la validació i la delimitació del contingut. La disposició seguida aquí es basa en la llista preliminar de consens de Savela (2007).

## Subtribus (abans tribus)
Molts gèneres de la tribu Lithosiini s'inclouen en les següents subtribus, mentre que els altres es col·loquen en Incertae sedis.
- Acsalina
- Cisthenina
- Endrosina
- Eudesmiina
- Lithosiina
- Nudariina
- Phryganopterygina

## Galeria

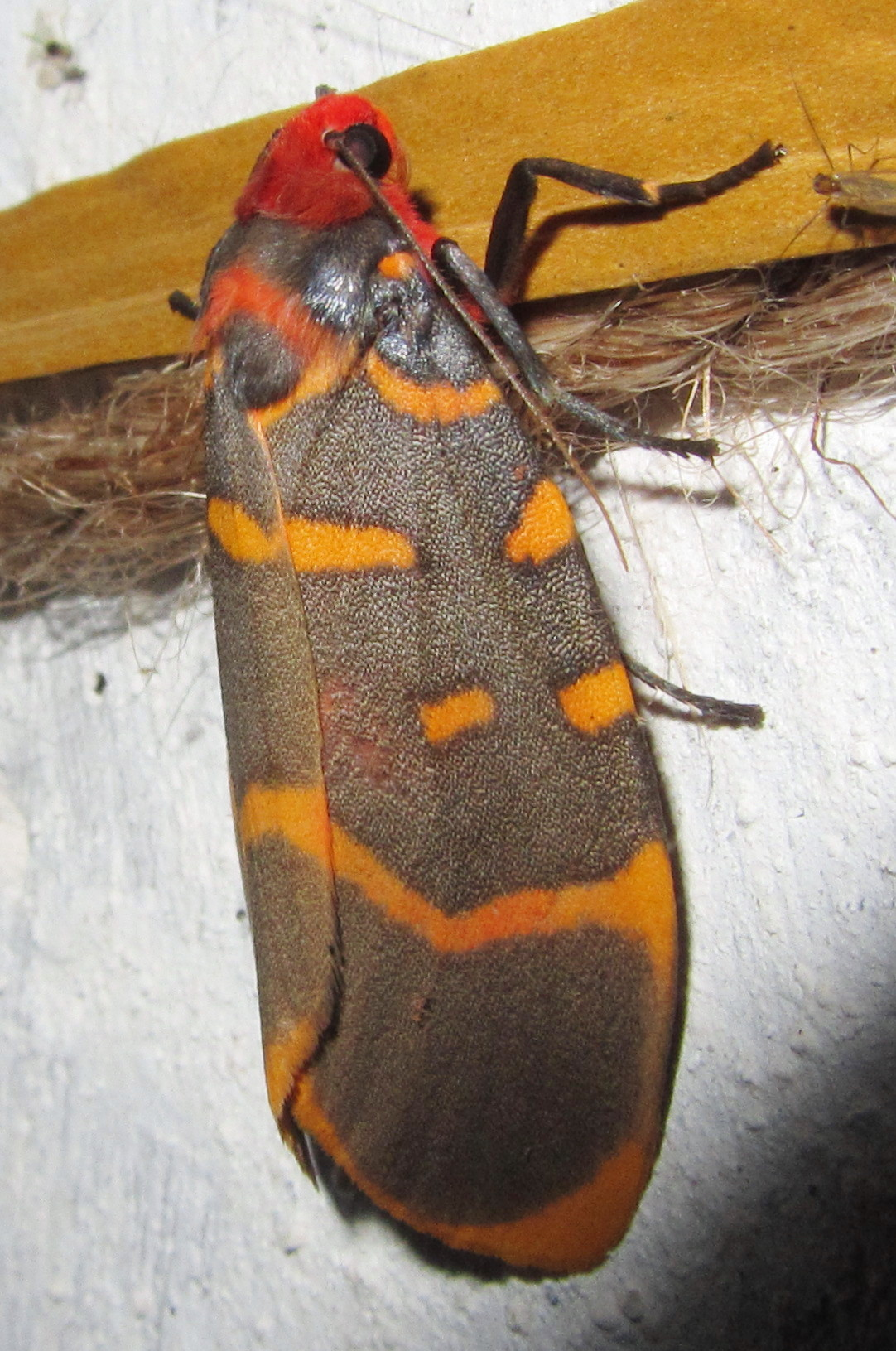
Castabala roseata
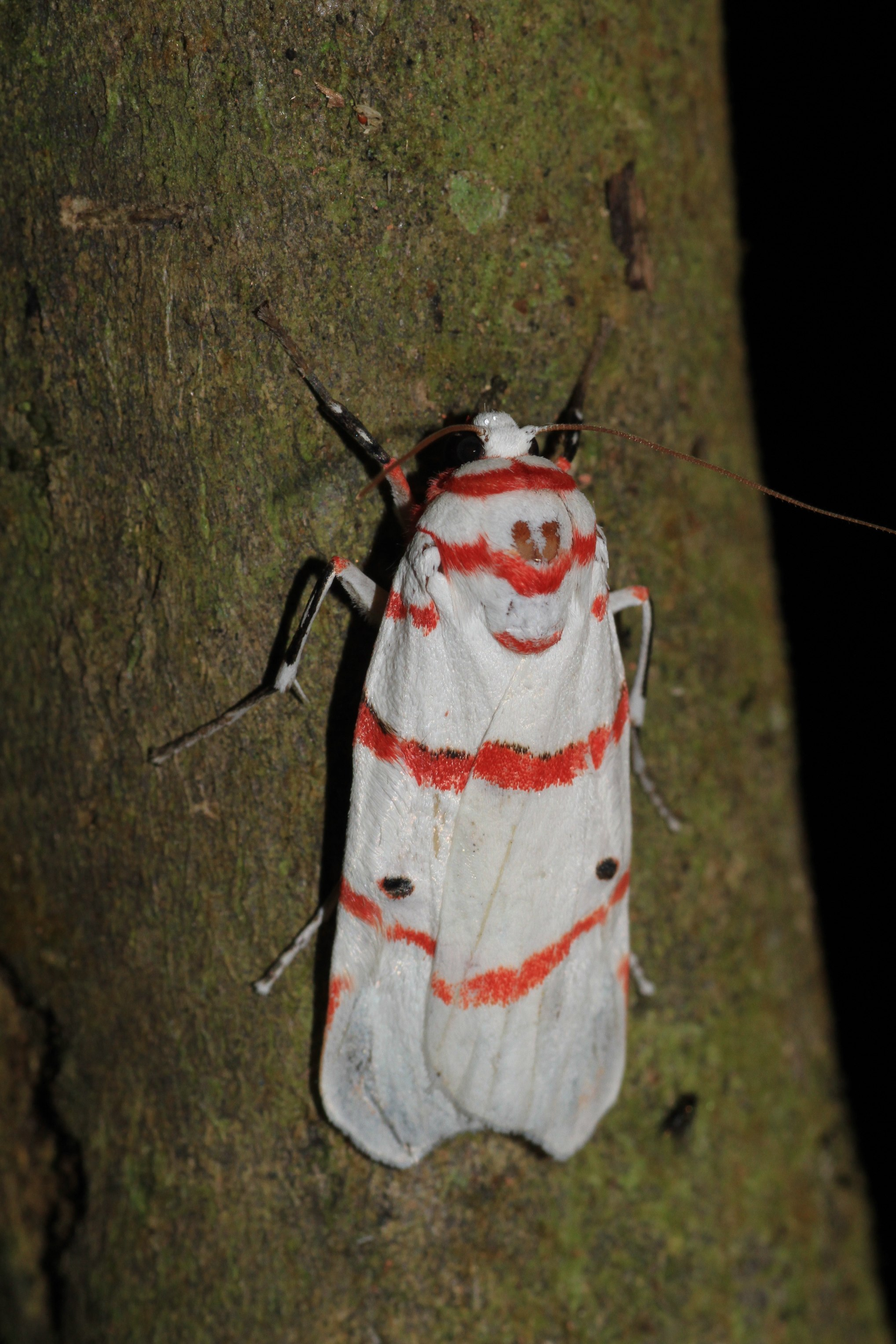
Cyana perornata
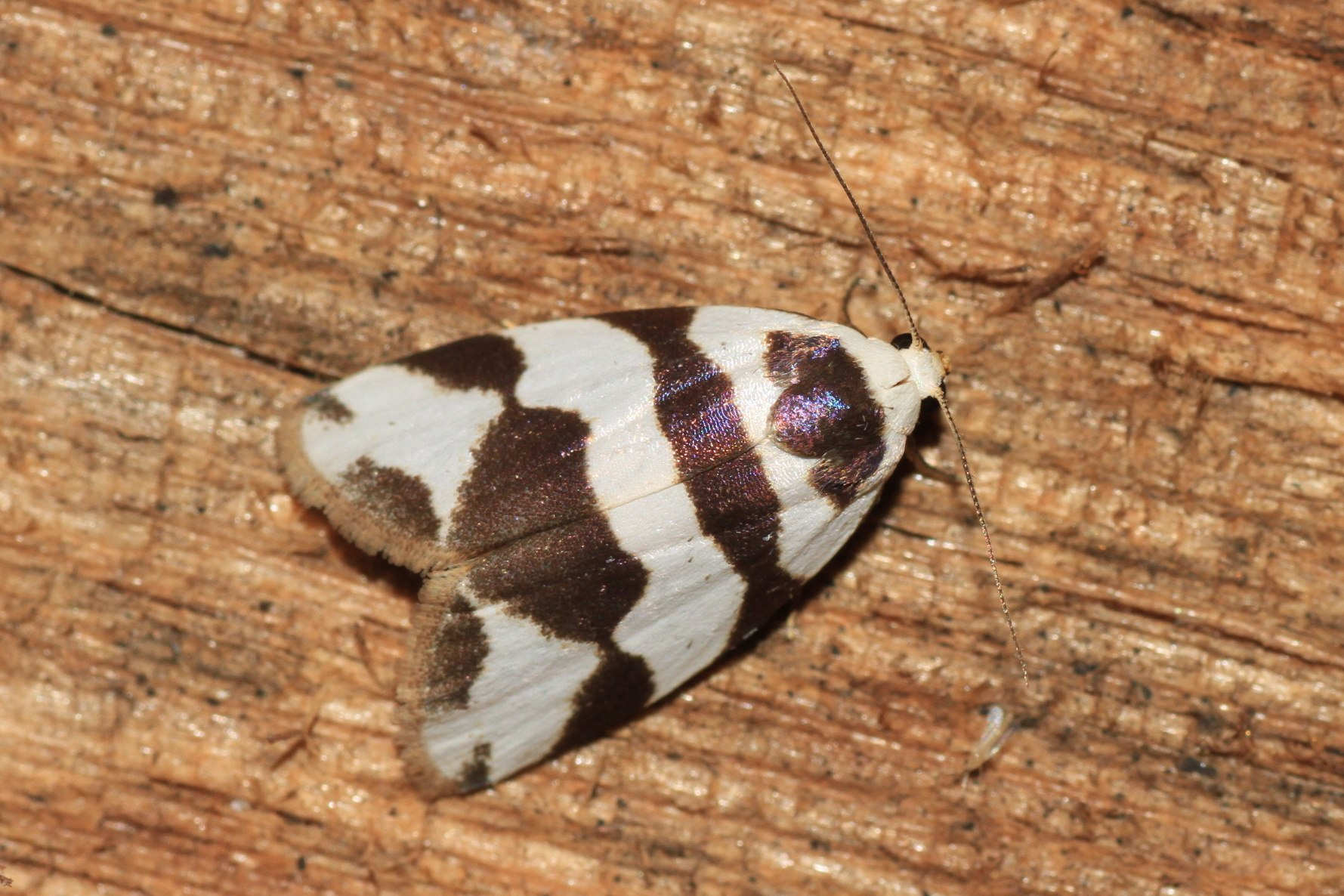
Eugoa trifascia
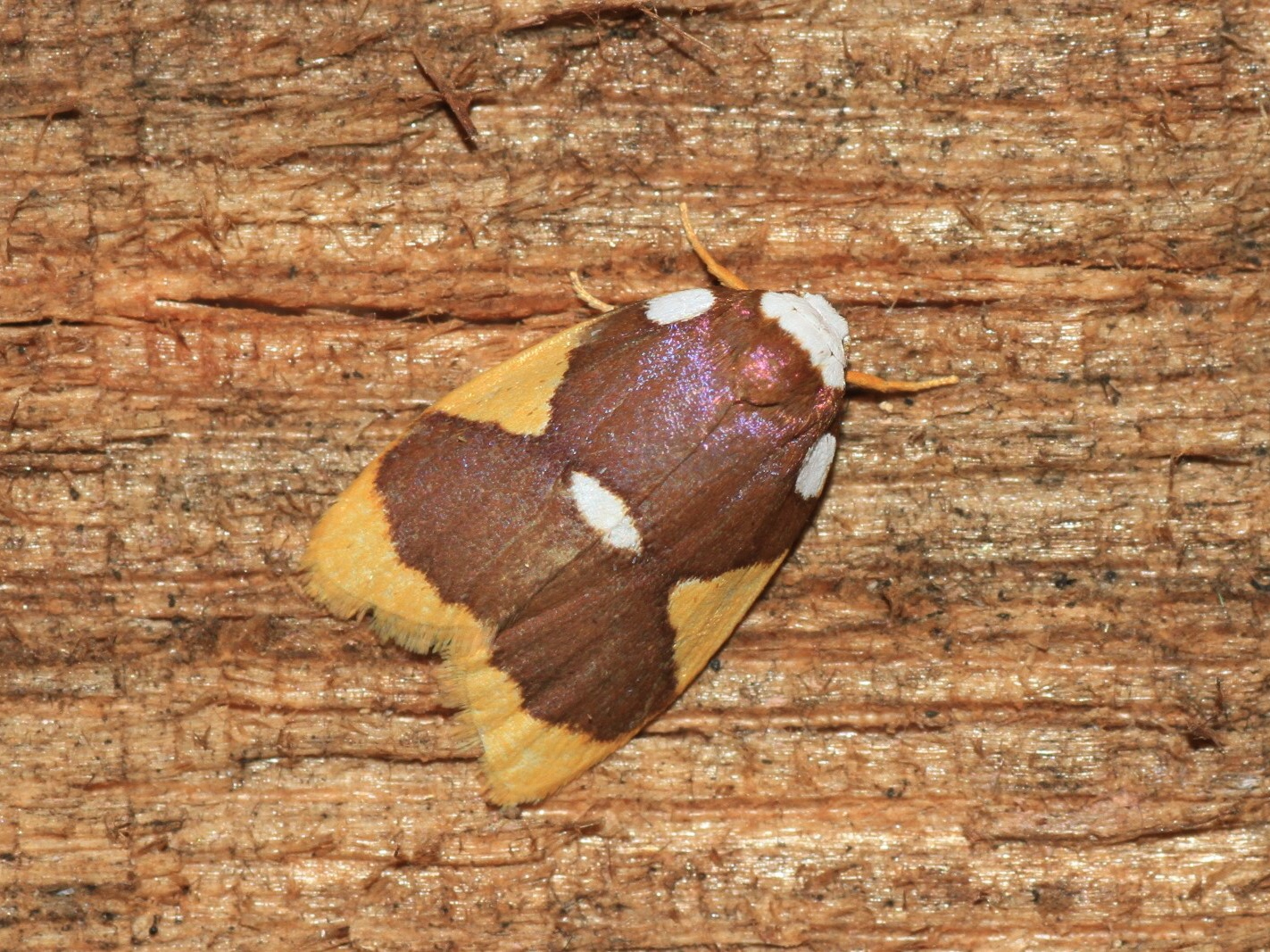
Lobobasis niveimaculata